# Helge Kökeritz
Helge Kökeritz, född 24 augusti 1902 i Garde på Gotland, död 26 mars 1964 på Mössebergs sanatorium, var en svensk anglist, professor vid universitetet i Yale. 
Kökeritz skrevs in vid Uppsala universitet i början av 1920-talet. Under studenttiden tillhörde han de drivande krafterna inom studentteatern och lyckades locka prominenta skådespelare som Gösta Ekman d.ä. och Victor Sjöström till Uppsala för kortare besök. Förutom teatern var han mycket filmintresserad. Kökeritz disputerade 1932 och blev kort därefter docent i engelska språket. Sommaren 1937 avled hans lärare Eugen Zachrisson, varefter han sökte dennes professur. Kökeritz uppfördes i första förslagsrum av såväl humanistiska sektionen som konsistoriet men blev likafullt förbigången av sin medsökande Bodvar Liljegren, som förordades av de sakkunniga och av universitetskanslern Östen Undén. Efter detta bakslag flyttade Kökeritz till USA, där han under de följande åren föreläste vid universiteten i Iowa, Minnesota och Harvard. År 1944 utnämndes han till professor i engelska vid universitetet i Yale. Kökeritz, som var en av Sveriges främsta anglister, utgav ett flertal studier om engelska ortnamn, men gjorde sig framför allt känd som kännare av Shakespeares språk, bland annat med studien Shakespeare's pronunciation (1953). Under Amerikaåren behöll Kökeritz sina kontakter med Sverige, som han även besökte regelbundet. Under dessa Sverigebesök filmade han sina anhöriga, bland annat systern Signe Östlind (1904-82) och hennes familj. Materialet ligger till grund för filmerna i Helge Kökeritz och Sven-Olof Östlinds samling, vilken ingår i Svensk Filmdatabas. Vid flera tillfällen erbjöds Kökeritz professorskallelser till Sverige men han avböjde varje gång. I början av 1960-talet drabbades Kökeritz av hjärtbesvär, varför han hösten 1963 återvände till hemlandet där han avled under påskhelgen året därpå.